# أناستاسيا زيميانكوفا
أناستاسيا ألكسيفنا زيمينكوفا (بيلاروس: Анастасія Аляксееўна Зімянкова؛ 21 يونيو 1999، بوريسوف، بيلاروسيا) هي مصارعة حرة بيلاروسية، أفضل نتائجه في البطولة الأوروبية، عندما فازت بالميدالية الفضية في وزن 72 كجم في بطولة أوروبا للمصارعة 2018 التي أقيمت في كاسبيسك، روسيا. تنافست في حدث 72 كجم في بطولة أوروبا للمصارعة 2019 وفي نفس الحدث في بطولة أوروبا للمصارعة 2020 دون الفوز بميدالية. فشلت زيميانكوفا في التأهل إلى دورة الألعاب الأولمبية الصيفية 2020 في بطولة التصفيات الأولمبية العالمية التي أقيمت في صوفيا، بلغاريا. في أكتوبر 2021، تنافست في حدث 72 كجم في بطولة العالم للمصارعة التي أقيمت في أوسلو، النرويج حيث تم إقصاؤها في مباراتها الثانية من قبل الحائزة على الميدالية البرونزية في النهاية بوسي توسون من تركيا. بعد شهر خسرت مباراة الميدالية البرونزية في حدث 72 كجم في بطولة العالم للمصارعة تحت 23 عامًا 2021 التي أقيمت في بلغراد، صربيا.
تنافست زيميانكوفا في بطولة التصفيات الأولمبية الأوروبية للمصارعة 2024 في باكو، أذربيجان على أمل التأهل إلى دورة الألعاب الأولمبية الصيفية 2024 في باريس، فرنسا. تم إقصاؤها في مباراتها الثانية ولم تتأهل للألعاب الأولمبية. تنافست أيضًا في بطولة التصفيات الأولمبية العالمية للمصارعة 2024 التي أقيمت في إسطنبول، تركيا دون التأهل للألعاب الأولمبية. خسرت مباراتها الثالثة أمام كاتالينا أكسينتي من رومانيا، ثم خسرت مباراة الميدالية البرونزية أمام بولين ليكاربنتير من فرنسا.